# Vaľkovňa
 Vaľkovňa  (in tedesco Königsbergerhütte; in ungherese Nándorvölgy) è un comune della Slovacchia facente parte del distretto di Brezno, nella regione di Banská Bystrica.

## Storia
Il villaggio è sorto nel 1791 come centro industriale della lavorazione dei metalli, attività che si mantiene tuttora.
Del comune di Vaľkovňa fanno parte le frazioni di Nová Maša (in tedesco Neumasse;  in ungherese Nándorhuta), Švábolka  (in tedesco Schwabenstein; in ungherese Svabolka) e Zlatno.